# Fußball-Verband der Mark-Brandenburg
Der Fußball-Verband der Mark-Brandenburg war ein lokaler Fußballverband in der ehemaligen Reichshauptstadt Berlin. Er wurde auf Beschluss des DFB-Bundestages vom 6. und 7. Juni 1908 als Dachverband zwischen dem Verband Berliner Ballspielvereine (VBB) und dem Märkischen Fußball-Bund (MFB) gegründet. Bereits im folgenden Jahr erfolgte die Auflösung.

## Geschichte
1906 war erstmals ein Verein des MFB für die Endrunde zur deutschen Meisterschaft qualifiziert. 1907 und 1908 gab es jeweils ein Entscheidungsspiel zwischen dem Meister des MFB und dem Meister des VBB um die Teilnahme an der deutschen Meisterschaft. Auf Beschluss des DFB gab es ab der Saison 1908/09 mit dem Fußball-Verband der Mark-Brandenburg einen Dachverband. Beide ursprünglichen Verbände blieben erhalten und behielten auch ihre eigene Verwaltung.
1909 weigerte sich der VBB, seinen Meister zum Entscheidungsspiel des Fußball-Verbands der Mark-Brandenburg antreten zu lassen. Grund war der finanzielle Anteil der dem MFB aus diesem Spiel zustand, man wollte den Konkurrenzverband dadurch nicht stärken. Danach wurde der Dachverband wieder aufgelöst. Somit durften von 1909 an wieder die Fußballmeister beider Verbände an der deutschen Meisterschaft teilnehmen.
Auf Antrag des VBB fasste der DFB im Frühjahr 1911 den Beschluss, nur noch einen Berliner Fußballverband anzuerkennen. Am 29. April 1911 fusionierten der VBB und der MFB zusammen mit dem VBAV zum Verband Brandenburgischer Ballspielvereine (ebenfalls VBB).